# Stor-Trytjärnen
Stor-Trytjärnen är en sjö i Robertsfors kommun i Västerbotten och ingår i Rickleåns huvudavrinningsområde. Sjön har en area på 0,0351 kvadratkilometer och ligger 82 meter över havet. Sjön avvattnas av vattendraget Trybäcken.

## Delavrinningsområde
Stor-Trytjärnen ingår i det delavrinningsområde (713522-174263) som SMHI kallar för Mynnar i Rickleån. Medelhöjden är 91 meter över havet och ytan är 15 kvadratkilometer. Det finns inga avrinningsområden uppströms utan avrinningsområdet är högsta punkten. Trybäcken som avvattnar avrinningsområdet har biflödesordning 2, vilket innebär att vattnet flödar genom totalt 2 vattendrag innan det når havet efter 16 kilometer. Avrinningsområdet består mestadels av skog (78 procent). Avrinningsområdet har 0,07 kvadratkilometer vattenytor vilket ger det en sjöprocent på 0,4 procent. Bebyggelsen i området täcker en yta av 1,4 kvadratkilometer eller 9 procent av avrinningsområdet.